# Tarte au vin
La tarte au vin est un dessert traditionnel du canton de Vaud qui se retrouve aussi en Valais. Cette tarte n'est pas à confondre avec la tarte au vin cuit suisse.

## Diffusion
Cette tarte a été adoptée en Alsace sous le nom de sèche au vin et en Allemagne sous celui de wein-tarte.

## Ingrédients
La réalisation de ce mets nécessite pâte levée, vin blanc, œufs, sucre, beurre et sel.

## Préparation
Après avoir garni un moule à tarte beurré aux bords de la pâte puis battu les œufs avec du sucre et le vin blanc, ce mélange est versé sur la pâte. L'ensemble est placé dans le four chaud jusqu'à ce que les œufs deviennent floconneux puis retiré. La surface est alors saupoudrée de sucre et parsemée des miettes de beurre avant d'être remise au four pour finir la cuisson,.